# Yusuf Ier de Grenade
Abû al-Hajjâj an-Nyyar al-mu'wîd bi-llah Yûsuf Ier ben Ismâ`îl est le septième émir arabe nasride de Grenade. Il est surnommé An-Niyar (l'éblouissant). Il est né en 1318. Il est le fils de Abû al-Walîd Ismâ`îl. Il succède à son frère aîné Mohammed IV en 1333. Il est assassiné en octobre 1354 et son fils Mohammed V al-Ghanî lui succède. 

## Biographie
Le sultan mérinide de Fès est Abû al-Hasan `Alî depuis 1331. La situation intérieure de son royaume est stabilisée et cela lui permet d'envisager de nouveau des interventions extérieures. Le roi Alphonse XI de Castille ayant atteint l'âge de la majorité en 1327, entreprend la reprise de la reconquista. Les Castillans se sentant menacés, s'allient aux Aragonais pour combattre les Mérinides. 
Yûsuf Ier, succède à son frère aîné Mohammed IV en 1333. Le royaume de Grenade a atteint son apogée dans les domaines du commerce et des arts. L'alliance avec les Mérinides, ainsi que les bonnes relations avec la république de Gênes et avec le royaume d'Aragon ont encouragé le commerce. Malgré la menace permanente, l'indépendance à l'égard des Castillans s'est affirmée.
Yusûf Ier n'a que quinze ans à son accession au trône. D'après le portrait qu'en a fait son vizir Ibn al-Khâtib, il en imposait par sa dignité et sa prestance princière, par son intelligence et sa perspicacité qui lui permettait de résoudre les problèmes les plus difficiles.
Durant son règne, Grenade a rarement été en paix avec ses voisins chrétiens. À partir de 1337, la Castille et les Mérinides se préparent à la guerre pour Gibraltar. Yûsuf Ier fait appel au soutien des Mérinides pour contenir les Castillans. Le sultan mérinide Abû al-Hasan `Alî n'est pas enclin à se laisser manipuler par les Nasrides qui ont renversé leurs alliances à plusieurs reprises. Néanmoins il passe le détroit de Gibraltar pour s'emparer d'Algésiras. La bataille navale précède le combat à terre. L'escadre Mérinide est renforcée par seize navires envoyés par les Hafsides depuis la Tunisie. Le 5 avril 1340, elle entre dans la baie d'Algésiras et vainc la flotte castillane de l'amiral Jofre Tenorio.

### La défaite du Río Salado
En liaison avec les armées Nasrides, Abû al-Hasan `Alî met le siège devant Tarifa. La ville, bien défendue, peut attendre le renfort d'une armée de 35000 hommes, levée par les rois chrétiens. La bataille a lieu sur les bords du Río Salado le 30 octobre 1340. C'est la plus grande victoire des rois chrétiens depuis Las Navas de Tolosa. Les Mérinides se replient avec difficulté vers le Maroc. 
En 1343, les Castillans entament le siège d'Algésiras avec le soutien de chevaliers Anglais et Français. Le siège dure vingt mois et se conclut par la prise d'Algésiras le 26 mars 1344.

### La peste noire sauve Gibraltar
En août 1349, Alphonse XI de Castille fait le siège de Gibraltar. Mais l'épidémie de peste noire arrivée à l'Espagne en 1348 fait des ravages dans les rangs chrétiens et provoque la mort d'Alphonse XI en mars 1350. Ce décès amène les Castillans à lever le siège : Gibraltar va rester au sein de l'islam pendant cent douze années. Alphonse XI n'a pas achevé la reconquête mais a réussi à chasser définitivement les Mérinides, laissant à ses successeurs la tâche de supprimer les Nasrides. Yûsuf Ier accepte de signer avec les Castillans une trêve de 10 ans.
Le 19 octobre 1354, jour de la fête de la rupture du jeûne du ramadan, Yûsuf Ier est assassiné dans la grande mosquée de Grenade par l'un de ses gardes du corps. Son fils Mohammed V al-Ghanî lui succède comme émir de Grenade.

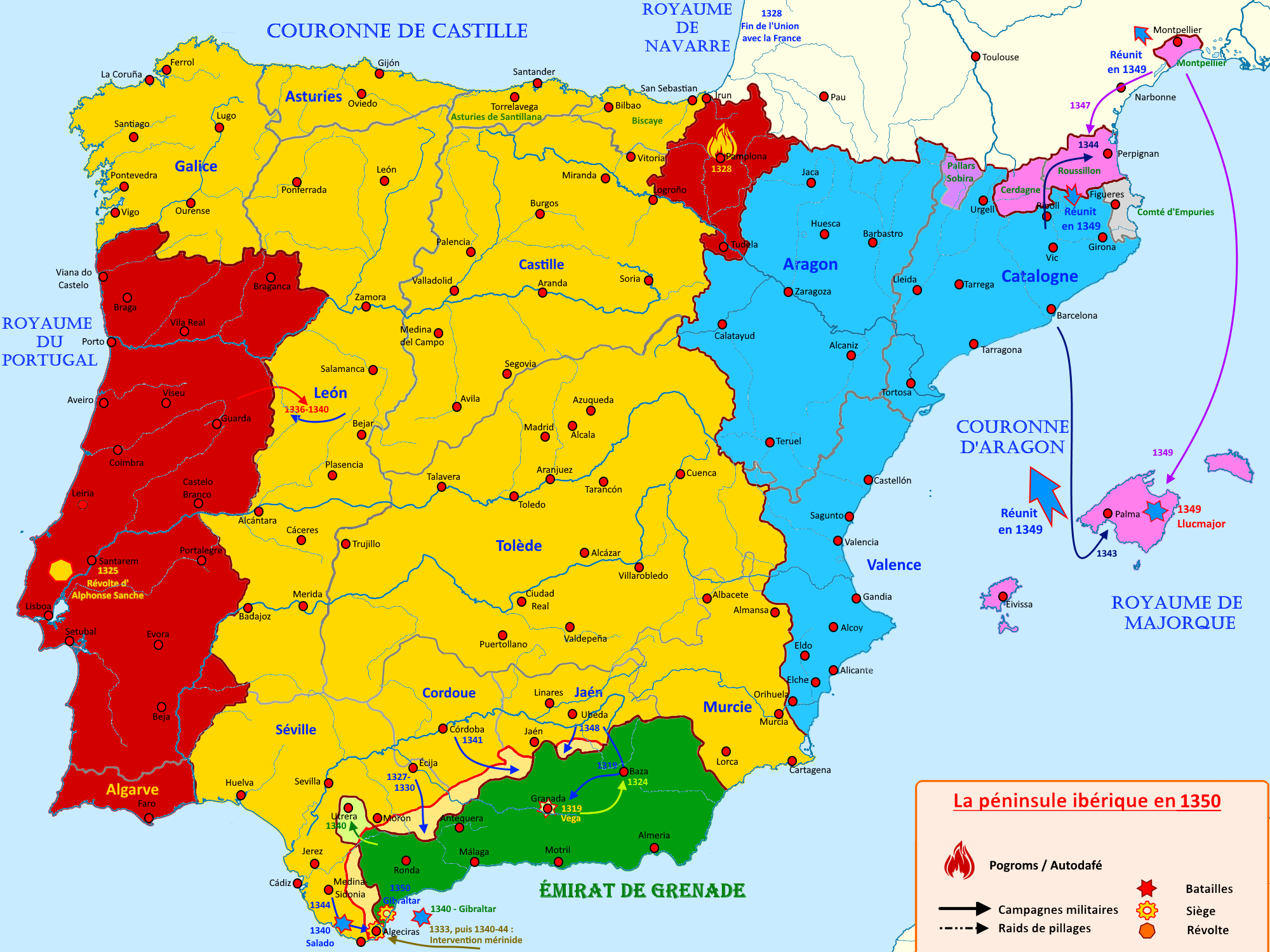
L'émirat de Grenade de 1314 à 1350

## L'héritage

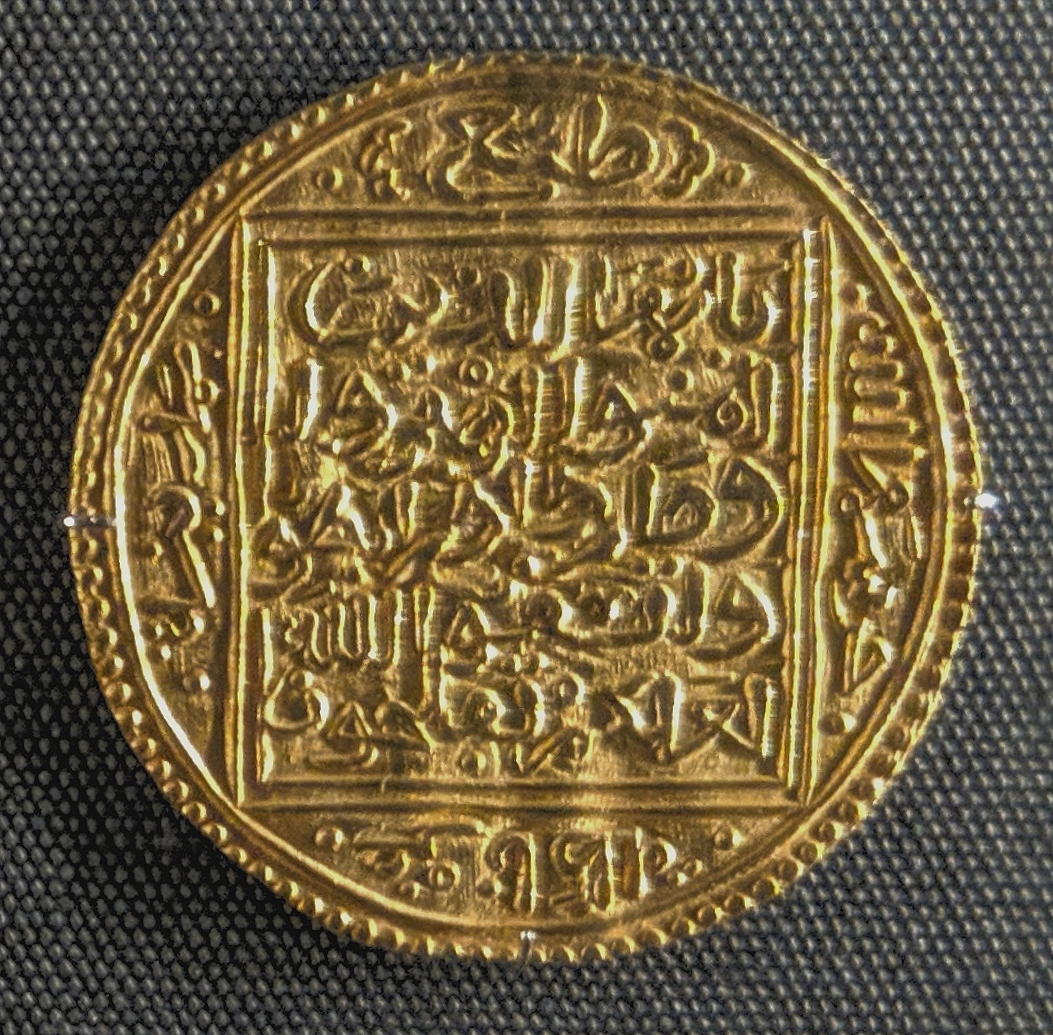
Pièce d'or de Muhammad V Nasride.

Sur le plan intérieur, les monuments de Grenade portent encore la trace de la splendeur du règne de Yusûf Ier. 
Au printemps 1347, Yusûf Ier a entrepris une tournée d'inspection des frontières orientales de son royaume. Ibn al-Khâtib qui l'accompagne décrit les villes traversées Guadix, Baza, Purchena et Vera. Ensuite l'escorte va à Almeria et, en passant par Pechina, Marchena et Finaña, retourne à Grenade. 
En 1348, Yusûf Ier fait construire la porte monumentale de l'Alhambra appelée Porte de la Justice et une grande partie du palais royal. Il entreprend des travaux de génie civil dans la zone urbaine. 
En 1349, il commence la construction de la madrasa Yûsufiyya, école coranique qui porte son nom. 
Yusûf Ier échoue dans sa tentative de mettre en œuvre la solidarité musulmane. Par exemple lorsqu'il s'adresse au sultan mamelouk bahrite As-Sâlih `Imâd ad-Dîn Ismâ`îl pour implorer son appui dans la lutte contre les Castillans, ses efforts ne sont pas couronnés de succès. Sous prétexte de la nécessité de défendre ses propres frontières menacées par les chrétiens, alors qu'il n'y a aucune preuve de cette menace, le Mamelouk refuse d'envoyer une expédition de renforts et se contente d'émettre quelques vœux en faveur de la victoire de Grenade.

## Le témoignage d'Ibn Battuta
En 1351, au moment de la mort du sultan mérinide Abû al-Hasan `Alî, Ibn Battuta entreprend l'un de ses derniers voyages. Il traverse le détroit de Gibraltar en partant de Ceuta pour Al-Andalus. Il ne laisse que quelques notes : 
« 
Je quittai Gibraltar pour me rendre à Ronda, une des citadelles musulmanes les mieux fortifiées et situées. […] J'y séjournai cinq jours, puis, je gagnai Marbella en empruntant une route malaisée et très escarpée, Marbella est une petite ville, belle et riche.  »
En route Ibn Battuta échappe à un enlèvement. Quatre navires chrétiens abordent le rivage près de Suhayl et les marins enlèvent plusieurs cavaliers qui aurait dû voyager avec Ibn Battuta qui se réfugie à Suhayl. Le lendemain il part pour Malaga escorté du commandant de la forteresse de Suhayl.
« 
On fabrique, à Malaga, des poteries dorées, superbes qu'on exporte vers les plus lointaines contrées. La mosquée est très vaste et est réputée pour sa bénédiction. Elle a une cour dont la beauté est sans pareille et où poussent des bigaradiers très hauts. […] Je quittai Malaga pour Ballîsh, à une distance de vingt-quatre milles. C'est une belle ville avec une superbe mosquée. Elle produit du raisin, des fruits et des figues comme Malaga. Nous nous dirigeâmes vers al-Hamma, petite ville à la mosquée bien située et superbement bâtie. Il s'y trouve une source chaude sur une rive du fleuve, à une distance d'un mille de la ville où sont édifiés deux établissements de bains, un pour les hommes et un pour les femmes. 

Je partis ensuite pour Grenade, capitale de l'Andalousie et sa plus belle ville. Ses environs sont sans pareils dans le monde. […] La ville est entourée de jardins, vergers, parterres, palais et vignobles. Une des localités les plus belles est la Fontaine-des-Larmes, montagne avec des parterres et des vergers tels qu'on n'en voit nulle part ailleurs. »
Ibn Battuta ne peut pas rencontrer l'émir Yûsuf ben Ismâ`îl : « Quand j'arrivais à Grenade, y exerçait le pouvoir le sultan Abû al-Hajjâj Yûsuf fils du sultan al-Walîd Ismâîl`ben Farj, ben Ismaâ`îl ben Yûsuf ben Nasr. Je ne pus le rencontrer parce qu'il était malade. Sa mère, noble, pieuse et vertueuse, m'envoya des dinars-or qui me furent bien utiles . »